# 共産主義者同盟赤軍派より日帝打倒を志すすべての人々へ
共産主義者同盟赤軍派より日帝打倒を志すすべての人々へ（きょうさんしゅぎしゃどうめいせきぐんはよりにっていだとうをこころざすすべてのひとびとへ）とは、日本の新左翼党派である共産主義者同盟赤軍派活動家で、指名手配中の梅内恒夫が寄稿した手記。

## 概要
1972年5月10日付の『映画批評』に寄稿した手記で、約6万字にも及ぶ膨大な文章である。指名手配者による手記という特異性もさることながら、当時の新左翼に蔓延した反日思想（窮民革命論・反日亡国論・日本原住民論など）の理論形成に寄与し、その年の12月には東アジア反日武装戦線がつくられることになる。
特に八切止夫史観に着目した部分は、太田竜に古史古伝などのオカルトに関心を持たせるきっかけを与え、後年、太田竜が陰謀論者として名を馳せることになるなど、多大な影響を及ぼすことになった。
ちなみにこの手記のコピーは第三者を経由して八切止夫の所にも送り届けられた。八切止夫はこの手記を見て「私には覚えのない文章も、その都合で歪められて用いられていた。」と憤慨したという。
手記の最後に「1972年4月16日」の日付が記されており、これが梅内恒夫の最後の消息となっている。太田竜は「同志として公然と確認しよう」と返答したが、それに対して梅内恒夫の応答はなかった。

## 要旨

### 連合赤軍事件に対する反省
赤軍派出身者が起こした山岳ベース事件について、革命運動の評判を失墜させたとして、同じ赤軍派として謝罪を表明。赤軍派出身の森恒夫ら4人の連合赤軍メンバーの除名を宣言した（日共革命左派出身者の処分については、日共革命左派指導部の責任でなされるべきとした）。
連合赤軍の総括が起きた理由として、
- 前段階武装蜂起論に固執しすぎて、その路線の破綻を無視したこと。
- 全員を一か所に集合させたり、意志薄弱なメンバーを強引に入れるなど、非合法活動の原則を破ったこと。
- 「党」を絶対視する前衛主義の悪弊が表面化したこと

を挙げている。

### 赤軍派に関する総括
赤軍派が掲げた前段階武装蜂起論の情勢認識の誤りを認め、1970年代の帝国主義諸国及び日本では、未だ「世界革命戦争」の段階に到達していないとした。「現代帝国主義体制」は巧妙なメカニズムを内包しており、いつまで経っても帝国主義諸国内からは世界革命戦争は起きない。この現代帝国主義体制の犠牲になっているのが第三世界の窮民であり、世界革命戦争は彼らを主体としなければならない。
赤軍派を含む共産主義者同盟系の党派には、革命的敗北主義という考え方があるが、暴力革命を起こすにあたっては、これは放棄しなければならない。大衆闘争の段階ならまだしも、暴力革命に失敗したら、その構成員は一網打尽にされ、闘争は振り出しに戻るからである。

### マルクス主義の否定
原始共産制社会→奴隷制社会→封建制社会→資本主義社会→共産主義社会へ至る社会進化のプロセスを真理とし、未だ資本主義社会に至らない社会を「未開」として蔑視したマルクス主義との決別を訴えた。ロシア革命を除く共産主義革命は、非帝国主義諸国で成功しており、マルクス主義の破綻は明らかである。そもそもマルクス本人からして、帝国主義国家である「大英帝国」の庇護の下、その生涯を全うしたような男である。

### 日本人の「犯罪性」
八切止夫が掲げた「日本原住民論」を通じて、下記に記される日本に征服されてきた人々の歴史を明らかにし、彼らの憎悪と呪詛を掘り起こせと説く。
- 部落民 - 日本原住民の末裔であり、皇室を頂点とする大和民族とは別民族であるとする。大和民族と同族であるという幻想から解放せよと説く。
- アイヌ - 15世紀のコシャマインの戦い以降、アイヌ民族絶滅政策が続けられており、今まさに滅ぼされようとしている。対日侵略戦争の最終決戦において、内側から呼応して内乱を起こせと説く。
- 沖縄人 - 沖縄人は東南アジアのギリシャ植民地の逃亡奴隷の末裔であり、決して日本人ではない。琉球は独立すべきであり、征服者を一掃する権利があるとする。
- 在日朝鮮人 - 戦後10年間に起きた数々の朝鮮人暴動（阪神教育事件など）は「正義の反乱」であったが、弾圧を受け鎮圧された。在日朝鮮人の帰還事業が行われているが、在日朝鮮人は日本への恨みを晴らすために、敢えて日本に留まり、内側から反乱を再開せよと説く。

日本人は戦前は武力でアジアを植民地支配し、戦後は経済で第三世界を搾取している「加害者」であり、「犯罪民族」である。よって将来起きるであろう世界革命戦争は「日本滅亡戦争」でもあり、戦争終了後、日本は国家の存続は無論のこと、民族の存続すら許されず、かつてのユダヤ人のように流浪の民になるべきとする。
そして、梅内恒夫本人は世界ソビエト社会主義共和国に忠誠を誓い、世界革命浪人になることを志願した。

### 中華人民共和国に対する評価
中華人民共和国の建国当初は有力な革命勢力として存在したが、現時点（1970年頃）では、反革命勢力に堕落しているとする。その例としてバングラデシュ独立戦争の際にパキスタン政府に味方して、バングラデシュの民族解放闘争を圧殺したことを挙げている。
そもそも、秦の始皇帝による中国統一以来、歴代王朝は周辺諸民族を征服し、領土を拡大したことによって、現在の中国の版図が成り立っている。中国もまた反革命政権として打倒されなければならないとした。

### 日本打倒戦略
日本を打倒するには、その国富を浪費させることが必要である。その浪費の最たるものが長期にわたる戦費である。よって、日本を泥沼の戦争に巻き込ませる。「盧溝橋事件は中国共産党の仕業」という説があるが、これによって日本帝国主義崩壊のきっかけを与えたのであり、中国共産党の工作活動を見習わなければならない。
まず最初に韓国における反日感情を利用する。具体的には韓国軍内の一部将校を唆してクーデターをおこさせ、「親日派」を一掃、対日侵略戦争を開始する。その間、北朝鮮は「漁夫の利」を狙って韓国に攻め込まず、自重すべきとする。
次に東南アジアにも反日感情を煽って、在留邦人に対するテロを起こさせることで自衛隊の海外派遣を促し、対テロ戦争に巻き込ませる。
そして最後に、アラブ諸国に対しては日本向けの原油輸出を阻止するように努める。日本赤軍にはその際の説得にあたってほしいとする。
このようにして、かつてのABCD包囲網のように「反日包囲網」が日本を取り囲み、自滅させるというものである。ノストラダムスの予言にこじつけるつもりはないが、うまくいけば1999年頃までには反日殲滅戦争は大詰めを迎えるだろうとした。

### 組織論
梅内恒夫は、革命運動組織のあるべき姿として以下の原則を掲げた。
- 政軍関係
政軍関係については、「少数の政治的に優秀な兵士」によって構成されるから、政治委員や政治将校といったものを置く必要がない。「文民統制」なんかは「ブルジョワ国家の軍隊」の産物であり、考慮に値しない。
- 秘密結社性
「革命軍」とその支援組織は両方とも秘密結社でなければならない。「革命軍」のみを秘密組織としている新左翼党派が多いが、いずれ公安警察によって全容が把握されてしまい、一網打尽にされてしまう。武装闘争そのものが宣伝であるので、宣伝を担当する公然部門は必要ない。
- 構成員の質
「注意深いこと」「不必要なことを言わない」「逮捕されても自白しない」の3つは、革命運動の構成員として最低限守らなければならない。量より質が大事で、闘争に耐え切れずに逃走した者については、敢えて追う必要はない。